# Campeonato Mundial de Clubes de Balonmano de 2012
El Campeonato Mundial de Clubes de Balonmano de 2012 (oficialmente IHF Super Globe 2012) fue la 6.ª edición del Campeonato Mundial de Clubes de Balonmano. En ella participarán el THW Kiel como actual campeón, BM Atlético Madrid como subcampeón de la Liga de Campeones de la EHF, el Metodista Sao Bernardo como campeón panamericano, el Mudhar KSA asiático, el Al Zamalek africano y Sydney University HC de Oceanía. Además participará el Al-Sadd como anfitrión y el El Jaish Catar ganador de un torneo entre los equipos locales. El sistema de competición será dos grupos de cuatro equipos cada uno, los dos primeros de cada grupo se clasifican para las semifinales. Los ganadores de las semifinales jugarán la final.

## Equipos
| Group A                                                       | Group B                                          |
| ------------------------------------------------------------- | ------------------------------------------------ |
| BM Atlético Madrid Metodista Sao Bernardo Al-Zamalek El-Jaish | Mudhar KSA Al-Sadd THW Kiel Sydney University HC |

## Fase de grupos

### Grupo A
| Pos | Equipo                 | J | G | E | P | GF | GC | Dif | Pts |
| --- | ---------------------- | - | - | - | - | -- | -- | --- | --- |
| 1   | BM Atlético Madrid     | 3 | 3 | 0 | 0 | 91 | 75 | +16 | 6   |
| 2   | Al-Zamalek             | 3 | 2 | 0 | 1 | 85 | 77 | +8  | 4   |
| 3   | El-Jaish               | 3 | 1 | 0 | 2 | 77 | 82 | -5  | 2   |
| 4   | Metodista Sao Bernardo | 3 | 0 | 0 | 2 | 78 | 97 | -19 | 0   |

| Fecha        | Lugar                       | Local                  | Resultado | Visitante              |
| ------------ | --------------------------- | ---------------------- | --------- | ---------------------- |
| 27 de agosto | Al-Gharafa Sports Club Hall | Al-Zamalek             | 33-24     | Metodista Sao Bernardo |
| 27 de agosto | Al-Gharafa Sports Club Hall | BM Atlético Madrid     | 28-23     | El-Jaish               |
| 28 de agosto | Al-Gharafa Sports Club Hall | Metodista Sao Bernardo | 27-34     | BM Atlético Madrid     |
| 28 de agosto | Al-Gharafa Sports Club Hall | El-Jaish               | 24-27     | Al-Zamalek             |
| 29 de agosto | Al-Gharafa Sports Club Hall | BM Atlético Madrid     | 29-25     | Al-Zamalek             |
| 29 de agosto | Al-Gharafa Sports Club Hall | El-Jaish               | 30-27     | Metodista Sao Bernardo |

### Grupo B
| Pos | Equipo               | J | G | E | P | GF  | GC  | Dif | Pts |
| --- | -------------------- | - | - | - | - | --- | --- | --- | --- |
| 1   | THW Kiel (C)         | 3 | 3 | 0 | 0 | 111 | 70  | +41 | 6   |
| 2   | Al-Sadd              | 3 | 2 | 0 | 1 | 94  | 85  | +9  | 4   |
| 3   | Mudhar KSA           | 3 | 1 | 0 | 2 | 94  | 103 | -9  | 2   |
| 4   | Sydney University HC | 3 | 0 | 0 | 3 | 65  | 106 | -41 | 0   |

| Fecha        | Lugar                       | Local                | Resultado | Visitante            |
| ------------ | --------------------------- | -------------------- | --------- | -------------------- |
| 27 de agosto | Al-Gharafa Sports Club Hall | Mudhar KSA           | 32-27     | Sydney University HC |
| 27 de agosto | Al-Gharafa Sports Club Hall | THW Kiel             | 29-26     | Al-Sadd              |
| 28 de agosto | Al-Gharafa Sports Club Hall | Sydney University HC | 13-40     | THW Kiel             |
| 28 de agosto | Al-Gharafa Sports Club Hall | Al-Sadd              | 34-31     | Mudhar KSA           |
| 29 de agosto | Al-Gharafa Sports Club Hall | THW Kiel             | 42-31     | Mudhar KSA           |
| 29 de agosto | Al-Gharafa Sports Club Hall | Al-Sadd              | 34-25     | Sydney university HC |

## Fase final

### Del 5 al 8 puesto
|  | 5 al 8 Semifinal       | 5 al 8 Semifinal |    |            | 5 y 6 puesto           | 5 y 6 puesto |  |
|  |                        |                  |    |            |                        |              |  |
|  |                        |                  |    |            |                        |              |  |
|  |                        |                  |    |            |                        |              |  |
|  | Metodista Sao Bernardo | 34               |    |            |                        |              |  |
|  | Mudhar KSA             | 31               |    |            |                        |              |  |
|  |                        |                  |    |            |                        |              |  |
|  |                        |                  |    |            |                        |              |  |
|  |                        |                  |    |            | Metodista Sao Bernardo | 23           |  |
|  |                        | El-Jaish         | 31 |            |                        |              |  |
|  |                        |                  |    |            |                        |              |  |
|  |                        |                  |    |            |                        |              |  |
|  |                        |                  |    |            | 7 y 8 puesto           |              |  |
|  |                        |                  |    |            |                        |              |  |
|  | El-Jaish               | 33               |    | Mudhar KSA | 34                     |              |  |
|  | Sydney University HC   | 25               |    |            | Sydney University HC   | 21           |  |

### 5 al 8 Semifinal

#### Metodista Sao Bernardo - Mudhar KSA
| 31 de agosto de 2012 | Metodista Sao Bernardo | 34:31 (21:15) | Mudhar KSA       | Al-Gharafa Sports Club Hall, Doha                                                                             | |
|                      | Aparecido Freitas 7    |               | Amine Bannour 13 | Asistencia: 500 espectadores Árbitro(s): Mansour Abdulla Al Suwaidi ( (Catar) y Saleh Jamaan Bamutref (Catar) | Asistencia: 500 espectadores Árbitro(s): Mansour Abdulla Al Suwaidi ( (Catar) y Saleh Jamaan Bamutref (Catar) |

#### El-Jaish - Sydney University HC
| 31 de agosto de 2012 | El-Jaish        | 33:25 (18:9) | Sydney University HC | Al-Gharafa Sports Club Hall, Doha                                                                  | |
|                      | Amine Khedher 9 |              | Jeremy Pasquero 5    | Asistencia: 700 espectadores Árbitro(s): Ahmad Al Mmutawa ( (Kuwait) y Jassim Al Suwailam (Kuwait) | Asistencia: 700 espectadores Árbitro(s): Ahmad Al Mmutawa ( (Kuwait) y Jassim Al Suwailam (Kuwait) |

### 7 y 8 puesto

#### Mudhar KSA -  Sydney University HC
| 1 de septiembre de 2012 | Mudhar KSA       | 34:21 (17:11) | Sydney University HC | Al-Gharafa Sports Club Hall, Doha                                                                              | |
|                         | Amine Bannour 14 |               | Tomasz Szklarski 8   | Asistencia: 500 espectadores Árbitro(s): Agbeko K. Jacob Ramel Assignon (Togo) y Yawo Mawusse Akpatsa ( (Togo) | Asistencia: 500 espectadores Árbitro(s): Agbeko K. Jacob Ramel Assignon (Togo) y Yawo Mawusse Akpatsa ( (Togo) |

### 5 y 6 puesto

#### Metodista Sao Bernardo - El-Jaish
| 1 de septiembre de 2012 | Metodista Sao Bernardo | 23:31 (13:15) | El-Jaish        | Al-Gharafa Sports Club Hall, Doha                                                                |                                                                                                  |
|                         | Thiago Cruz 7          |               | Amine Khedher 5 | Asistencia: 700 espectadores Árbitro(s): Ahmad Al Mmutawa (Kuwait) y Jassim Al Suwailam (Kuwait) | Asistencia: 700 espectadores Árbitro(s): Ahmad Al Mmutawa (Kuwait) y Jassim Al Suwailam (Kuwait) |

### Semifinal y final
|  | Semifinal          | Semifinal |    |         | Final              | Final |  |
|  |                    |           |    |         |                    |       |  |
|  |                    |           |    |         |                    |       |  |
|  |                    |           |    |         |                    |       |  |
|  | Al-Sadd            | 32        |    |         |                    |       |  |
|  | BM Atlético Madrid | 33        |    |         |                    |       |  |
|  |                    |           |    |         |                    |       |  |
|  |                    |           |    |         |                    |       |  |
|  |                    |           |    |         | BM Atlético Madrid | 28    |  |
|  |                    | THW Kiel  | 23 |         |                    |       |  |
|  |                    |           |    |         |                    |       |  |
|  |                    |           |    |         |                    |       |  |
|  |                    |           |    |         | 3 y 4 puesto       |       |  |
|  |                    |           |    |         |                    |       |  |
|  | THW Kiel           | 34        |    | Al-Sadd | 32                 |       |  |
|  | Al-Zamalek         | 24        |    |         | Al-Zamalek         | 26    |  |

### Semifinal

#### Al-Sadd - BM Atlético Madrid
| 31 de agosto de 2012 | Al-Sadd     | 32:33 (19:18) | BM Atlético Madrid | Al-Gharafa Sports Club Hall, Doha                                                                   | |
|                      | Issam Tej 7 |               | Kiril Lazarov 7    | Asistencia: 1.000 espectadores Árbitro(s): Mindaugas Gatelis (Lituania) y Vaidas Mazeika (Lituania) | Asistencia: 1.000 espectadores Árbitro(s): Mindaugas Gatelis (Lituania) y Vaidas Mazeika (Lituania) |

#### THW Kiel - Al-Zamalek
| 31 de agosto de 2012 | THW Kiel          | 34:24 (16:12) | Al-Zamalek     | Al-Gharafa Sports Club Hall, Doha                                                                |                                                                                                  |
|                      | Partick Wiencek 6 |               | Hussein Zaki 8 | Asistencia: 1.000 espectadores Árbitro(s): Anton Palsson (Islandia) y Hlynur Leifsson (Islandia) | Asistencia: 1.000 espectadores Árbitro(s): Anton Palsson (Islandia) y Hlynur Leifsson (Islandia) |

### 3 y 4 puesto

#### Al-Sadd - Al-Zamalek
| 1 de septiembre de 2012 | Al-Sadd        | 32:26 (16:11) | Al-Zamalek       | Al-Gharafa Sports Club Hall, Doha                                                                |                                                                                                  |
|                         | Dragan Gajic 9 |               | Ahmed Mostafa 10 | Asistencia: 1.200 espectadores Árbitro(s): Anton Palsson (Islandia) y Hlynur Leifsson (Islandia) | Asistencia: 1.200 espectadores Árbitro(s): Anton Palsson (Islandia) y Hlynur Leifsson (Islandia) |

#### BM Atlético Madrid - THW Kiel
| 1 de septiembre de 2012 | BM Atlético Madrid   | 28:23 (13:13) | THW Kiel      | Al-Gharafa Sports Club Hall, Doha                                                                             | |
|                         | Mariusz Jurkiewicz 5 |               | Filip Jicha 7 | Asistencia: 2.000 espectadores Árbitro(s): Mansour Abdulla Al Suwaidi (Catar) y Saleh Jamaan Bamutref (Catar) | Asistencia: 2.000 espectadores Árbitro(s): Mansour Abdulla Al Suwaidi (Catar) y Saleh Jamaan Bamutref (Catar) |

| España                                |
| Campeón BM Atlético Madrid 1.o título |

## Clasificación
| Puesto | Equipo                 |
| ------ | ---------------------- |
| 1      | BM Atlético Madrid     |
| 2      | THW Kiel               |
| 3      | Al-Sadd                |
| 4      | Al-Zamalek             |
| 5      | El-Jaish               |
| 6      | Metodista Sao Bernardo |
| 7      | Mudhar KSA             |
| 8      | Sydney University HC   |

## Premios individuales
| Premio          | Jugador               | Equipo             |
| --------------- | --------------------- | ------------------ |
| Máximo goleador | Amine Bannour (42)    | Mudhar KSA         |
| Mejor portero   | José Javier Hombrados | BM Atlético Madrid |
| Mejor jugador   | Dragan Gajic          | Al Sadd            |

| Predecesor: Mundial de Clubes 2011 | Mundial de Clubes 2012 | Sucesor: Mundial de Clubes 2013 |